# Korps Jagers van Cleerens

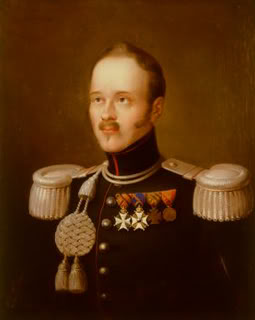
Cleerens voordat hij commandant van het Korps Jagers werd.

Het Korps Jagers van Cleerens werd bij Koninklijk Besluit van 25 november 1831 in Tiel opgericht. De formatie werd opgedragen aan de Antwerpenaar Jean Baptiste Cleerens. Het in 1834 naar Nederlands-Indië gestuurde korps werd daar toegevoegd aan het Oost-Indisch Leger en kreeg in 1837 de naam 9e bataljon infanterie.

## Geschiedenis
Oorspronkelijk bestond het korps uit jachtopzieners en ressorteerde het onder het Departement van de Opperhoutvesterij. Cleerens vulde het korps aan met militairen waarmee hij in de Java-oorlog (1825–1830) had gevochten en met Belgen, die na alle gebeurtenissen van 1830-1831 deserteerden en vrijwillig in het korps kwamen. Op 20 januari 1832 werd het Korps Jagers mobiel verklaard en naar de commandant genoemd. In 1832 werd aan het korps een detachement cavalerie toegevoegd.
De eerste drie jaren verrichtte het korps diensten in het zuiden des lands, totdat bij Koninklijk Besluit van 11 december 1834 werd geordonneerd dat "het Corps Jagers van Cleerens tijdelijk werd toegevoegd aan het Indisch Leger". In maart 1835 vertrok het korps ter sterkte van vier complete compagnieën infanterie naar de koloniën voor "een verblijf van ten hoogste zes jaren". Aanvankelijk op Java, later op Sumatra. In januari 1835 werd de kazerne in Kampen ingesteld als werfdepot om gedurende het zesjarig verblijf in de tropen het korps op sterkte te houden door het aannemen, opleiden en uitzenden van vrijwilligers.

## Standplaats
Het korps was gestationeerd in Kampen, in de kazerne die later Van Heutszkazerne genoemd zou gaan worden. Kampen was sinds 1815 een garnizoensstad waar personeel werd opgeleid voor de infanterie. De infanterie werd in 1830 verplaatst naar het zuiden vanwege de Belgische Opstand en het net opgerichte Korps Jagers nam hun kazerne in gebruik. Nadat het korps in Nederlands-Indië was omgevormd tot een regulier infanteriebataljon werd in het najaar van 1839 het depot in Kampen opgeheven.

## Tenue
Het tenue was nieuw en modern. De jagers kregen een mosgroene lakense jas tot de knie en een groene broek met rode bies. De jas van de officieren had verzilverde knopen, de onderofficieren hadden witmetalen knopen. Ze hadden een jachthoorn als insigne en ze schoten met buksen.